# توسعه پایدار بوم‌شناختی
توسعه پایدار بوم‌شناختی یا توسعه پایدار اکولوژیکی (انگلیسی: Ecologically sustainable development) بخشی از توسعه پایدار زیست‌محیطی است که می‌توان تا حدی از طریق استفاده از اصل احتیاطی به آن دست یافت. وقتی با تهدید و آسیب جدی محیط مواجه هستیم نداشتن علم و تکنولوژی قابل اطمینان نباید عاملی برای به تعویق‌انداختن جلوگیری از تخریب محیط زیست گردد. در اهمیت اصل مهم برابری بین نسل‌ها همین بس که نسل حاضر باید اطمینان حاصل کند که سلامت، تنوع و بهره‌دهی محیط زیست به نفع نسل‌های آینده باید حفاظت و ارتقاء یابد. برای رشد و شکوفایی این جنبش، باید قویا از عوامل زیست‌محیطی در ارزیابی دارایی‌ها و خدمات لازم برآورد واقعی داشته باشیم تا انگیزه بیشتری برای حفظ تنوع زیستی و یکپارچگی اکولوژیکی ایجاد شود.

## دیدگاه‌های سیاسی
حمایت سیاسی دولت مؤثر برای توسعه پایدار بوم‌شناختی امری ضروری است. بسیج دولت‌ها برای توسعه را می‌توان به برنامه‌های عملیاتی تبدیل کرد که برای توسعه پایدار بسیار مهم هستند. تلاش‌های توسعه می‌تواند تحت تأثیر الگوهای ترتیبات خانوادگی، نگرش‌های کاری، اخلاق اجتماعی، به‌ویژه مسئولیت‌های افراد، سلسله‌ مراتب اختیارات، کیفیت آموزش علمی و اجرای و درجه ثبات خانگی، به‌ویژه آزادی از درگیری‌های اجتماعی قرار داشته باشد. سیاست ملی و برنامه‌ریزی توسعه پایدار زیست‌محیطی به سه شرط نیاز دارد: ارزش‌های عملی که افراد باید به آنها متعهد باشند، مقامات سیاسی که منافع بلندمدت را بر دستاوردهای اقتصادی فوری ترجیح می‌دهند، و برخورداری از سیاستی با اهداف سیاسی مطلوب و شایسته.
کانادا با استفاده از شاخص‌های پایدار زیست‌محیطی به عنوان ابزار راهنمای توسعه، سیاستی مبتنی بر واقعیت‌های موجود محیط زیست را برای توسعه پایدار اتخاذ کرده‌است. در سطح شهرداری، بسیاری از شهرها نیز از شاخص‌های مبتنی بر شواهد و شاخص‌های زیست‌محیطی به عنوان ابزاری برای توسعه سیاست‌ها استفاده می‌کنند.

## انجمن‌های توسعه پایدار بوم‌شناختی
استراتژی حفاظت جهانی در سال ۱۹۸۰ منتشر و به یکی از تشویق‌کننده‌ترین تحولات تبدیل شد که از برنامه‌ای هدفمند برای تغییرات سیاسی در مورد پایداری اکولوژیکی استفاده می‌کند. این موضوع یک تغییر سیاست اساسی برای جنبش جهانی حفاظت از محیط زیست را به دنبال داشت. تمرکز سنتی به جای پیش‌گیری به درمان تبدیل شد و روند رو به رشد در جذب اهداف حفاظت و امر توسعه را تأیید کرد. اموری که کلیدهای یک جامعه پایدار از نظر زیست‌محیطی محسوب می‌شوند. به‌طور خاص، تمرکز بر حفاظت حیات وحش به سمت نگرانی برای گونه‌های گسترده‌تر سوق داده شد. این امور اصول توسعه پایدار را ترویج می‌کنند و به نگرانی‌های ناشی از تخریب محیط زیست به دلیل تصمیمات توسعه اقتصادی رسیدگی می‌کند. سه هدف اصلی حفاظت محیط زیست به قرار زیر است:
1. حفظ چرخه بیوژئوشیمی ضروری و سیستم‌های پشتیبانی از زندگی
2. حفظ تنوع ژنتیکی
3. ایجاد شرایطی برای استفاده پایدار از گونه‌ها و اکوسیستم‌ها

## کمپین جهانی
تلاش‌های دیگری مانند کمپین جهانی برای بیوسفر موانع زیست‌محیطی را دائماً در برابر مقامات دولتی و علمی قرار می‌دهد. نیکلاس پولونین، رئیس سابق بنیاد حفاظت از محیط زیست، معتقد بود که نقطه شروع تلاش برای کمپین جهانی در سال ۱۹۶۶ در کنفرانس یونسکو در فنلاند رخ داد. این کنفرانس شرایطی را بررسی کرد که مانع از توسعه پایدار زیست‌محیطی مانند رشد سریع جمعیت، تکثیر جنگ‌افزار هسته‌ای و کاهش منابع طبیعی می‌شود. به‌طور مشابه، گزارش جهانی ۲۰۰۰ به رئیس‌جمهور، شرایط آینده زیست‌محیطی را ارائه داد که در صورت تغییر نکردن سیاست‌های عمومی، مؤسسه‌ها و نرخ‌های پیشرفت فناوری، احتمالاً بدتر خواهند شد. یافته‌ها و پیشنهادهای و این نوع تلاش‌های طرفداران محیط زیست و بنیاد حفاظت از محیط زیست را بر آن داشت تا پروژه کمپین جهانی را آغاز کنند. این پیشنهادهای شامل موارد زیر می‌باشند:
- انتشار و پخش مسائل زیست‌محیطی
- استفاده از رسانه (ارتباطات) سنتی مانند پوستر و برچسب خودرو
- توزیع فزاینده نتایج تحقیقات پایه و کاربردی محیط زیست
- اطلاعاتی در مورد تنظیم خانواده و ضرورت کنترل رشد جمعیت
- تعیین منطقه بیشتر به عنوان پارک ملی یا طبیعت وحش، از جمله اقیانوس
- برگزاری کنفرانس‌های محلی، ایالتی، ملی و بین‌المللی برای بحث در مورد مسائل زیست‌محیطی
- تشویق به استفاده پایدار از منابع طبیعی
- ایجاد کامن لا برای زمین و نوع بشر
- کسب حمایت از سازمان‌های مردم‌نهاد و نهادهای اجتماعی برای کمپین جهانی
- به رسمیت شناختن «جوایز نگهبانان زیستکره» برای افراد ویا گروه‌هایی که اقداماتی را برای حفظ محیط زیست انجام می‌دهند[۱۶]